# Koeleria asiatica
Koeleria asiatica är en gräsart som beskrevs av Karel Domin. Koeleria asiatica ingår i släktet tofsäxingar, och familjen gräs. Inga underarter finns listade i Catalogue of Life.